# Láncszabály
A láncszabály egy eljárás összetett függvények deriválására a matematikában.
Ha például f és g is egy-egy függvény, akkor a láncszabály szerint az {\displaystyle f\circ g} összetett függvény deriváltja kifejezhető f és g deriváltjaival.
Integráláskor a láncszabály megfelelője a helyettesítéses integrálás.

## Történet
Írásos jegyzetek alapján úgy tűnik, hogy Gottfried Wilhelm Leibniz használta először a láncszabályt.
A {\displaystyle {\sqrt {a+bz+cz^{2}}}} deriváltját számolta ki, mint a gyökvonás, és a {\displaystyle a+bz+cz^{2}} kifejezés deriváltjait. Azonban nem emelte ki, hogy ez egy külön megnevezhető szabály lenne, és ez így is maradt sokáig.
Guillaume François Antoine, Marquis de l'Hôpital, francia matematikus, szintén alkalmazta ezt a szabályt, megemlíti ‘Analyse des infiniment petits’ című publikációjában.
A láncszabályt nem említi Leonhard Euler sem az analíziskönyvében, pedig az már 100 évvel Leibniz felfedezése után készült.
Először Joseph Louis Lagrange említi nevén a láncszabályt, 1797-ben íródott művében, a Théorie des fonctions analytiques-ban.

## Példa
Tegyük fel, hogy egy ejtőernyős kiugrik egy repülőből. Tételezzük fel, hogy az ugrás után t idővel a tengerszint feletti magassága méterben: {\displaystyle g(t)=4000-4{,}9t^{2}}.
A légnyomás h magasságban: {\displaystyle f(h)=10,1325e^{-0,0001h}}. A két fenti egyenletet különböző módon lehet differenciálni:
- t időben az ugró sebessége: {\displaystyle g'(t)=-9,8t}
- h magasságban a nyomás változása: {\displaystyle f'(h)=-10,1325e^{-0,0001h}}, és ez arányos a felhajtóerővel h magasságban (a valódi felhajtóerő függ az ugró térfogatától).
- Az ugrás után t időben az atmoszferikus nyomás {\displaystyle (f\circ g)(t)}
- t idő után, az atmoszferikus nyomás változása: {\displaystyle (f\circ g)'(t)} és ez arányos a t idő utáni felhajtóerővel.

A láncszabály lehetőséget ad kiszámolni {\displaystyle (f\circ g)'(t)}-t, f és g kifejezésekkel.
Bár mindig van lehetőség az összetett függvény deriváltjának a kiszámítására, azonban ez általában nehéz feladat. A láncszabály lehetővé teszi, hogy a bonyolult deriváltat egyszerű módon is megkaphassuk.
A láncszabály szerint:
{\displaystyle (f\circ g)'(t)=f'(g(t))g'(t).}
Ebben a példában, ez egyenlő:
{\displaystyle (f\circ g)'(t)={\big (}{\mathord {-}}10,1325e^{-0,0001(4000-4.9t^{2})}{\big )}\cdot {\big (}{\mathord {-}}9,8t{\big )}.}
A láncszabály szerint az f és g kissé különböző szerepet játszik, mert f′-t g(t)-nél számoljuk, míg g′-t a t-nél.
Ez szükséges, hogy korrekt eredmény jöjjön ki.
Például, tegyük fel, hogy az ugrás után 10 másodperccel szeretnénk kiszámolni az atmoszferikus nyomás változási sebességét.
Ez (f ∘ g)′(10), Pascal/sec-ban.
A láncszabályban g′(10) tényező, az ejtőernyős sebessége 10 másodperccel az ugrás után, méter/sec-ben kifejezve.
A nyomás változása f′(g(10)) , a g(10) magasságban, Pascal/m-ben.
f′(g(10)) és g′(10) szorzata Pascal/sec-ben a helyes érték.
f nem számítható ki másképpen. Például azért, mert a 10, tíz másodpercet jelent, az f′(10) pedig a nyomás változását 10 másodperc magasságban, ami nonszensz.
Hasonlóan, mivel g′(10) = –98 méter/sec, az f′(g′(10)) mutatja a nyomás változást -98 m/sec magasságban, ami szintén nonszensz.
Azonban g(10)= 3020 méter a tengerszint felett, ami az ugró magassága az ugrás után 10 másodperccel. Ez a korrekt egység az f-részére.

## A láncszabály állítása
A láncszabály legegyszerűbb formája egy valós változót tartalmazó valós függvény esete.
Ekkor, ha g egy függvény, mely differenciálható c pontnál (vagyis a g′(c) létezik), és f egy függvény, mely differenciálható g′(c)-nél, akkor az f ∘ g összetett függvény differenciálható c-nél, és a deriváltja:
{\displaystyle (f\circ g)'(c)=f'(g(c))\cdot g'(c).}
a szabályt sokszor így rövidítik:
{\displaystyle (f\circ g)'=(f'\circ g)\cdot g'.\,}
Ha y = f(u),és u = g(x), akkor ez a szabály rövidített formája Leibniz-féle jelöléssel:
{\displaystyle {\frac {dy}{dx}}={\frac {dy}{du}}\cdot {\frac {du}{dx}}.}
Azok a pontok, ahol a derivált képződik, explicit módon:
{\displaystyle \left.{\frac {dy}{dx}}\right|_{x=c}=\left.{\frac {dy}{du}}\right|_{u=g(c)}\cdot \left.{\frac {du}{dx}}\right|_{x=c}.\,}

## Több mint két függvény esete
A láncszabály alkalmazható kettőnél több függvény esetében is.
Több függvény deriválása esetén, az f, g, és h összetett függvények esetén, ez megfelel a f g ∘ h-vel.
A láncszabály azt mondja, hogy a f ∘ g ∘ h deriváltjának kiszámításához elegendő az f, és a g ∘ h deriváltjainak kiszámítása.
Az f deriválása közvetlenül történhet, és a g ∘ h deriválása a láncszabály szerint végezhető el.
Egy gyakorlati esetben:
{\displaystyle y=e^{\sin {x^{2}}}.}
Ez lebontható három részre:
{\displaystyle {\begin{aligned}y&=f(u)=e^{u},\\u&=g(v)=\sin v,\\v&=h(x)=x^{2}.\end{aligned}}}
Ezek deriváltjai:
{\displaystyle {\begin{aligned}{\frac {dy}{du}}&=f'(u)=e^{u},\\{\frac {du}{dv}}&=g'(v)=\cos v,\\{\frac {dv}{dx}}&=h'(x)=2x.\end{aligned}}}
A láncszabály azt mondja, hogy x = a ponton az összetett függvény deriváltja:
{\displaystyle (f\circ g\circ h)'(a)=f'((g\circ h)(a))(g\circ h)'(a)=f'((g\circ h)(a))g'(h(a))h'(a).}
Leibniz-féle jelöléssel:
{\displaystyle {\frac {dy}{dx}}=\left.{\frac {dy}{du}}\right|_{u=g(h(a))}\cdot \left.{\frac {du}{dv}}\right|_{v=h(a)}\cdot \left.{\frac {dv}{dx}}\right|_{x=a},}
vagy m röviden:
{\displaystyle {\frac {dy}{dx}}={\frac {dy}{du}}\cdot {\frac {du}{dv}}\cdot {\frac {dv}{dx}}.}
A derivált függvény ezért:
{\displaystyle {\frac {dy}{dx}}=e^{\sin {x^{2}}}\cdot \cos {x^{2}}\cdot 2x.}
Egy másik útja a számításnak, tekintsük a f ∘ g ∘ h összetett függvényt, mint a f ∘ g és h összetevőit. Most alkalmazva a láncszabályt:
{\displaystyle (f\circ g\circ h)'(a)=(f\circ g)'(h(a))h'(a)=f'(g(h(a))g'(h(a))h'(a).}
Ez ugyanaz, mint amit fentebb kaptunk. Ez azért van így, mert
(f ∘ g) ∘ h = f ∘ (g ∘ h).